# Южная Ослянка
Ю́жная Осля́нка — река в России, протекает по Кизеловскому району Пермского края. Устье реки находится в 15 км по левому берегу реки Большая Ослянка. Длина реки составляет 10 км.
Берёт начало в горах Среднего Урала в болотах восточнее горы Одинокая (902 м НУМ). Исток реки находится на водоразделе бассейнов Косьвы и Чусовой, рядом берёт начало река Перша (приток Усьвы). Река течёт на север по ненаселённой холмистой местности, оставляя западнее гору Ослянка (1119 м НУМ). Скорость течения быстрая, характер течения — горный. Впадает в Большую Ослянку ниже деревни Камень.

## Данные водного реестра
По данным государственного водного реестра России относится к Камскому бассейновому округу, водохозяйственный участок реки — Косьва от истока до Широковского гидроузла, речной подбассейн реки — бассейны притоков Камы до впадения Белой. Речной бассейн реки — Кама.
Код объекта в государственном водном реестре — 10010100312111100008652.